# Carl Winterhoff
Carl Winterhoff (Germania, 28 dicembre 1874 – Bristol, 7 agosto 1937) è stato un attore tedesco naturalizzato statunitense che lavorò a Hollywood all'epoca del muto.

## Filmografia
- The Cowboy Millionaire, regia di Francis Boggs e Otis Turner - cortometraggio (1909)
- Into the Genuine, regia di Lem B. Parker - cortometraggio (1912)
- The Borrowed Umbrella, regia di Chauncy D. Herbert - cortometraggio (1912)
- Tempted by Necessity, regia di Lem B. Parker - cortometraggio (1912)
- The Awakening, regia di Hobart Bosworth e Hardee Kirkland - cortometraggio (1912)
- The Lost Inheritance, regia di Hardee Kirkland - cortometraggio (1912)
- A Man Among Men, regia di Hardee Kirkland - cortometraggio (1912)
- Friends in San Rosario, regia di Hardee Kirkland - cortometraggio (1912)
- Steak and Onions, regia di Chauncy D. Herbert - cortometraggio (1913)
- Prompted by Jealousy, regia di Hardee Kirkland - cortometraggio (1913)
- The Cowboy Editor, regia di William Duncan - cortometraggio (1913)
- The Clue, regia di Hardee Kirkland - cortometraggio (1913)
- The Millionaire Cowboy - cortometraggio (1913)
- Don't Let Mother Know; or, The Bliss of Ignorance, regia di Hardee Kirkland - cortometraggio (1913)
- The Pink Opera Cloak, regia di Hardee Kirkland - cortometraggio (1913)
- The Ferrets, regia di Oscar Eagle - cortometraggio (1913)
- The Sands of Time, regia di Lorimer Johnston  - cortometraggio (1913)
- The Scales of Justice, regia di Oscar Eagle - cortometraggio (1913)
- Tommy's Atonement, regia di Hardee Kirkland - cortometraggio (1913)
- The Midnight Bell, regia di Charles H. France - cortometraggio (1913)